# مدرسه ساردوئیه
مدرسه ساردوئیه مربوط به دوره پهلوی است و در شهرستان جیرفت، ساردوئیه، خیابان اصلی واقع شده و این اثر در تاریخ ۱۸ خرداد ۱۳۸۴ با شمارهٔ ثبت ۱۱۸۷۳ به‌عنوان یکی از آثار ملی ایران به ثبت رسیده است.